# Solenocera mascarensis
Solenocera mascarensis is een tienpotigensoort uit de familie van de Solenoceridae. De wetenschappelijke naam van de soort is voor het eerst geldig gepubliceerd in 1993 door Burukovsky.